# Estella Agsteribbe
Estella Blits-Agsteribbe (Amesterdã, 6 de abril de 1909 – Auschwitz, 17 de dezembro de 1943) foi uma ginasta neerlandesa, campeã olímpica nos Jogos de 1928.

## Biografia
Estella Blits-Agsteribbe nasceu na cidade de Amesterdã, em 6 de abril de 1909. Integrou a equipe neerlandesa de ginástica, que conquistou a medalha de ouro nos Jogos Olímpicos de 1928.
No dia 17 de dezembro de 1943, foi assassinada no campo de extermínio Auschwitz, junto com seu marido Samuel Blits e seus filhos Alfred e Nanny.